# Laurel Hill (Virginia)
Laurel Hill es un lugar designado por el censo situado en el condado de Fairfax, Virginia  (Estados Unidos). Según el censo de 2010 tenía una población de 6.855 habitantes. Forma parte del área metropolitana de Washington D. C.

## Demografía
Según el censo de 2010, Laurel Hill tenía una población en la que el 40,8% eran blancos; el 19,8% afroamericanos; el 0,3% eran indios americanos y nativos de Alaska; el 30,7% eran asiáticos; el 0,1% hawaianos y otros isleños del Pacífico; el 2,2% de otra raza, y el 6,1% a partir de dos o más razas. El 8,4% del total de la población eran hispanos o latinos de cualquier raza.